# Simon Dawkins
Simon Dawkins, né le 1er décembre 1987 à Edgware en Angleterre, est un footballeur international jamaïcain jouant au poste d'attaquant.

## Biographie
Simon Dawkins est formé à Tottenham. Afin de gagner du temps de jeu, il est prêté lors de la saison 2008-2009 à Leyton Orient, club de League One (Modèle:Troisième division).
De 2011 à 2013, il est de nouveau prêté, cette fois-ci aux Earthquakes de San José, franchise de MLS. En 2013, il est prêté à Aston Villa, club de Premier League.
Le 6 janvier 2016, Dawkins signe un contrat de joueur désigné avec les Earthquakes de San José. 
Le 9 janvier 2019, il rejoint Ipswich.

## Statistiques
| Saison                | Club                           | Championnat           | Championnat | Championnat | Coupe(s) nationale(s) | Coupe(s) nationale(s) | Compétition(s) continentale(s) | Compétition(s) continentale(s) | Compétition(s) continentale(s) | Total | Total |
| Saison                | Club                           | Division              | M.          | B.          | M.                    | B.                    | Comp.                          | M.                             | B.                             | M.    | B.    |
| 2008-2009             | Leyton Orient (prêt)           | League One            | 11          | 0           | 3                     | 0                     | -                              | -                              | -                              | 14    | 0     |
| Sous-total            | Sous-total                     | Sous-total            | 11          | 0           | 3                     | 0                     | -                              | 0                              | 0                              | 14    | 0     |
| 2008-2009             | Tottenham Hotspur              | Premier League        | -           | -           | -                     | -                     | -                              | -                              | -                              | 0     | 0     |
| 2009-2010             | Tottenham Hotspur              | Premier League        | -           | -           | -                     | -                     | -                              | -                              | -                              | 0     | 0     |
| 2010-2011             | Tottenham Hotspur              | Premier League        | -           | -           | -                     | -                     | -                              | -                              | -                              | 0     | 0     |
| Sous-total            | Sous-total                     | Sous-total            | 0           | 0           | 0                     | 0                     | -                              | 0                              | 0                              | 0     | 0     |
| 2011                  | Earthquakes de San José (prêt) | MLS                   | 26          | 6           | -                     | -                     | -                              | -                              | -                              | 26    | 6     |
| 2012                  | Earthquakes de San José (prêt) | MLS                   | 27          | 8           | 4                     | 0                     | -                              | -                              | -                              | 31    | 8     |
| Sous-total            | Sous-total                     | Sous-total            | 53          | 14          | 4                     | 0                     | -                              | 0                              | 0                              | 57    | 14    |
| 2012-2013             | Aston Villa (prêt)             | Premier League        | 4           | 0           | -                     | -                     | -                              | -                              | -                              | 4     | 0     |
| Sous-total            | Sous-total                     | Sous-total            | 4           | 0           | 0                     | 0                     | -                              | 0                              | 0                              | 4     | 0     |
| Total sur la carrière | Total sur la carrière          | Total sur la carrière | 68          | 14          | 7                     | 0                     | -                              | 0                              | 0                              | 75    | 14    |